# Collection Baud
Die Collection Baud war eine zwischen 1894 und 1904 in französisch kolonisierten Gebieten West- und Zentralafrikas zusammengetragene Sammlung afrikanischer Masken, Bronzen und Figuren, die nach Paris gebracht, zeitgeschichtliche Bedeutung erlangte und die Kunstszene der 1930er Jahre beeinflusste.

## Die Entdeckung der „Primitiven“

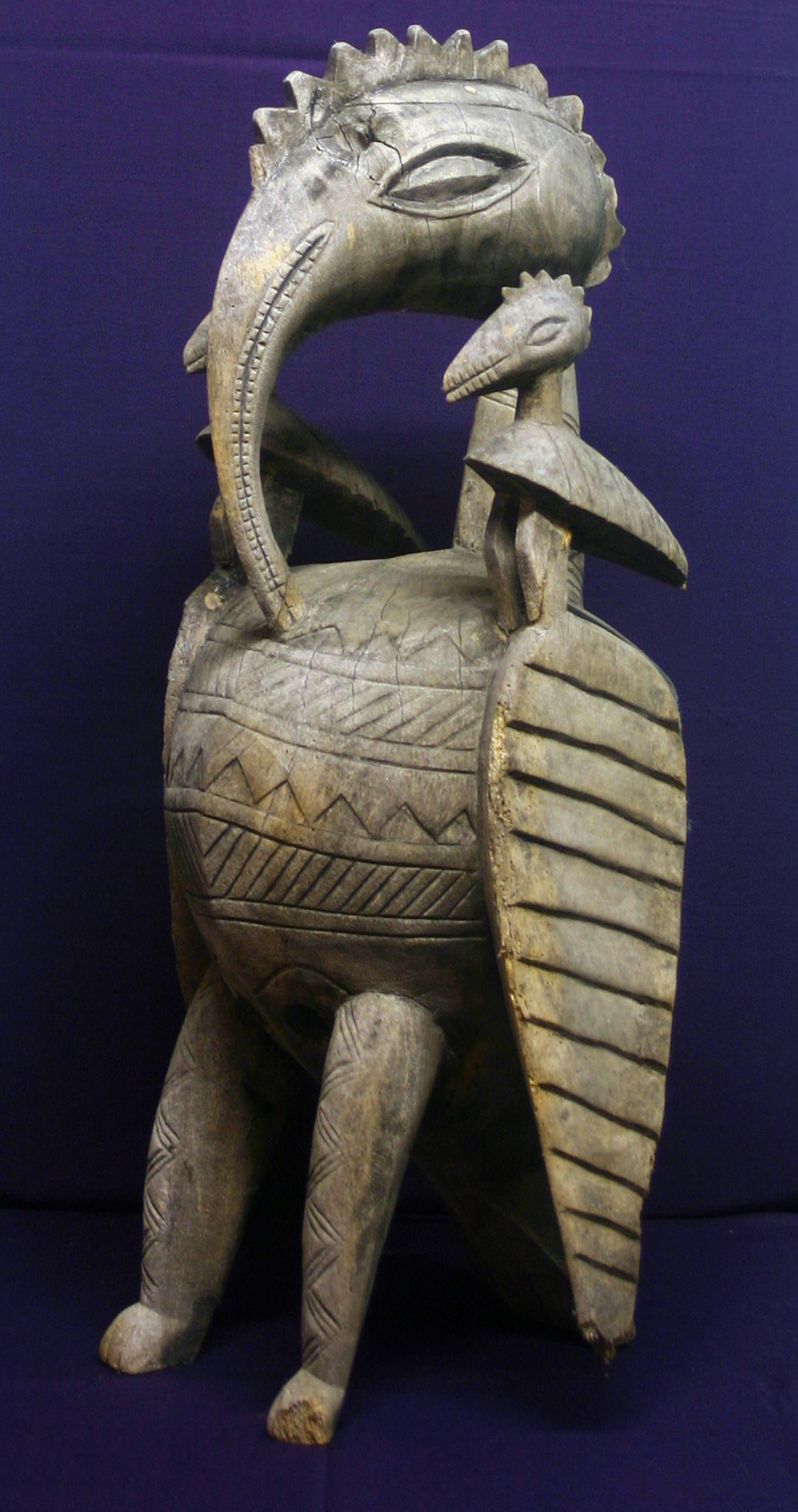
Helmmaske, Vogelkopfmaske, Senufo aus der Sammlung Baud.

Die Sammlung Baud war eine in der französischen Kolonialzeit des ausgehenden 19. Jahrhunderts entstandene Sammlung afrikanischer Volkskunst. Sie war mitprägend für den Begriff „L’Art Négre“. Die Ausstellung 1935 in Paris, organisiert in Zusammenarbeit mit der Societé de l’Africanistes, fand Beachtung in der Kunstszene der dreißiger Jahre. Unter Intellektuellen in Paris kam erstmals Anerkennung und Bewunderung für die sogenannte art négre auf, die durch Künstler wie André Breton, Pablo Picasso und Henri Matisse in der Öffentlichkeit aufgewertet und von Pierre Vérité in seiner Galerie Carrefour vermarktet wurde.

## Die Herkunft
Die Stücke der Collection Baud spiegeln wider, welche Expeditionen Capitaine Joseph-Marie-Louis Baud zusammen mit Lieutenant Jean Vermeersch zwischen 1894 und 1904 vom französischen Kolonialgebiet Dahomey aus unternahm.
Seit etwa 1888 waren Baud und Vermeersch bei den französischen Kolonialtruppen zur Niederschlagung der Aufstände in Dahomey eingesetzt. Im Namen der französischen Kolonialverwaltung unternahmen sie Expeditionen zur militärischen Eroberung bis ins Sahelgebiet, in den Norden Dahomeys und bis an den Niger. Es ging weiter nach Westen, in die Region Haute Volta, heute Burkina Faso, und in den Norden der Côte d’Ivoire. Etwa um 1898 begann eine von beiden geführte Expedition, die dem Niger nach Osten folgte, dann aus seinem Tal weiter nach Osten unbemerkt Nordnigeria durchquerte, und über den Handelsposten Maiduguri den Tschadsee erreichte.
Nach dem Konflikt zwischen Frankreich und Großbritannien 1898 um die Festung Faschoda, veränderte sich die Kolonialpolitik in Französisch-Westafrika. Baud und seine Mannschaft mussten nun an der Kolonialgrenze Englands, die östlich von Dahomey verlief, vorsichtig operieren. Im Westen wurden ihre Eroberungszüge durch das als deutsche Kolonie beanspruchte Togo begrenzt. So setzten Baud und Vermeersch ab Ende 1898 als „forschende Militärs“ die Unterwerfung von Ethnien in Randgebieten von Französisch-West- und Äquatorialafrika fort, deren Gebietsgrenzen nicht mit den kolonialen Grenzen übereinstimmten. Dabei gestalteten sie ihre Expeditionen mit einer für Militärs dieser Zeit erstaunlichen ethnologischen Umsicht.
Ob das Sammeln von Masken, Statuen, Speeren und sonstigen Gegenständen auf ihren sogenannten Expeditionen wirklich einem ethnologischen Interesse von Baud und Vermeersch entsprach, lässt sich heute nicht mehr feststellen. Die Qualität einiger Stücke der Sammlung spricht für ein gewisses Verständnis. Welche der Sammlungsstücke konfisziert, als Gastgeschenk, auf Märkten getauscht oder anders in den Besitz gelangten, lässt sich nicht mehr nachvollziehen.
Baud lagerte seine ansehnliche, ethnologisch interessante Sammlung von Stücken aus mehreren Ethnien West- und Zentralafrikas, in der Polizeipräfektur von Porto-Novo. Als er 1904 in Dahomey an Malaria starb, war seine Sammlung in Europa unbekannt. In Dahomey verliert sich auch die Spur des Lieutenant Vermeersch.

## Vor dem Zweiten Weltkrieg

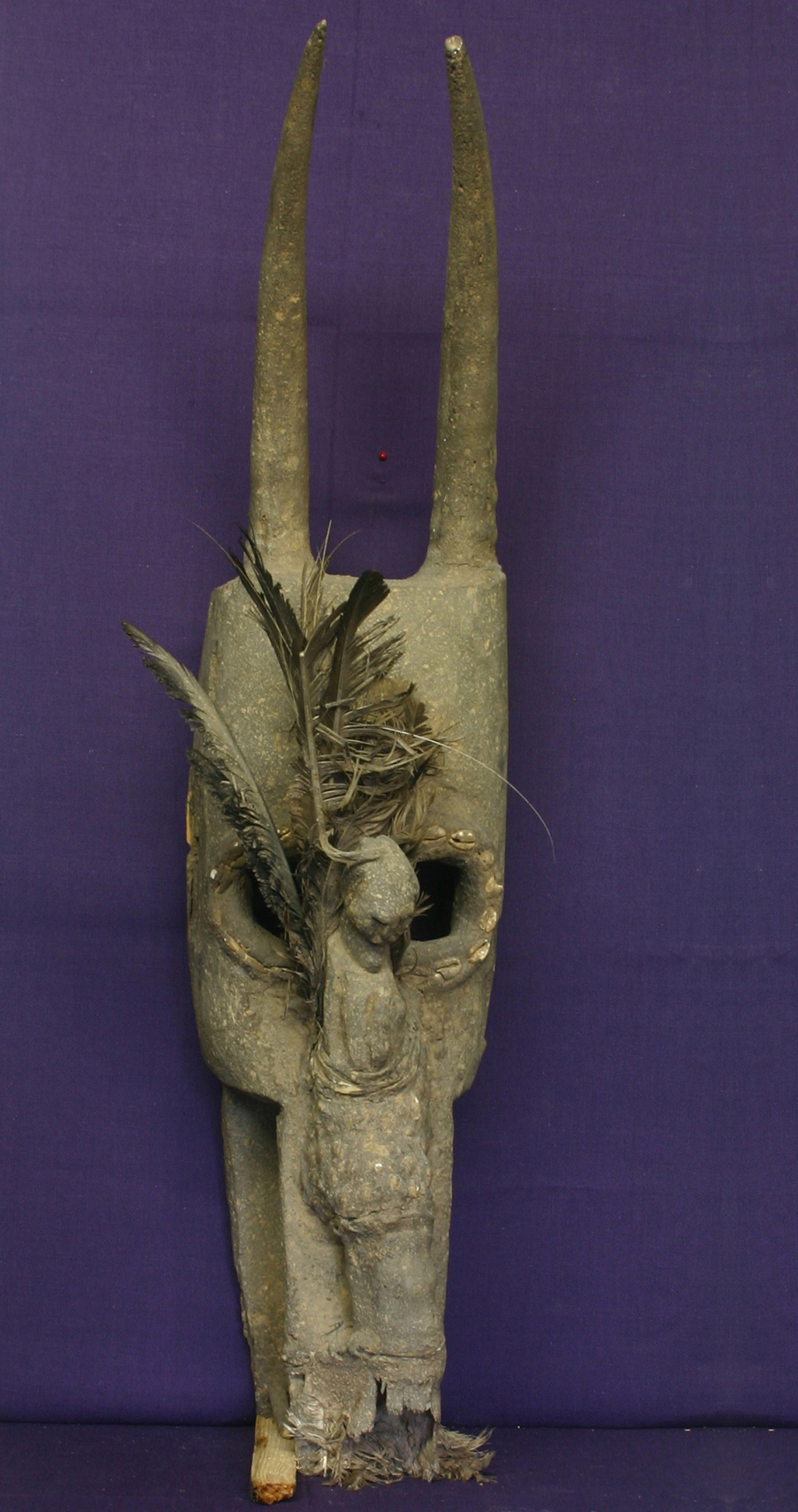
Schlecht erhaltene Antilopenmaske aus der Sammlung Baud. Ursprung nicht genau bekannt. Etwa um 1900.

### Von Porto-Novo nach Paris
Anfang 1934, in der Polizeipräfektur in Porto-Novo in Dahomey fand der seinen Posten antretende Sylvain Robert den Nachlass des Capitaine Baud. Er veranlasste, das die Stücke durchnummeriert und mit rudimentären Herkunftsangaben versehen, nach Frankreich zum testamentarischen Erben Monsieur Raynal versandt wurden. Die den Schiffspapieren beigefügte Verladeliste diente später als Basis einer Ordnung der Sammlung des Capitaine Baud.

### Die Familien Baud und Raynal
Eine Nichte des Capitaine Baud, Yvette Baud, wurde von Raynal beauftragt, sich um die afrikanischen Stücke des Erbes zu kümmern und Verkäufe zu versuchen. Die Studentin der Philosophie, mit Bekannten in der Künstleravantgarde von Paris, die sich mit der sogenannten art d’négre beschäftigten, fand Kontakt zu Galeristen. Mit Hilfe des Monsieur Dupres von der Societé de l’Africanistes von ihr eingeordnete Stücke wurden unter dem Titel „L’Art Négre – Le Collection Capitaine Baud“ im März 1935 im Hotel Paix Madelaine in Paris ausgestellt und verkauft.
Der Ausstellungskatalog erwähnt Sylvain Eugène Raynal als Besitzer der Sammlung und enthält eine Biographie des Joseph-Marie-Louis Baud. Ausstellung und Verkauf waren ein Erfolg. Am meisten kaufte Pierre Vérité.

### Die Galerie Carrefour
Pierre Vérité, geb. 1900, ursprünglich Maler, entdeckte seine Leidenschaft für afrikanische Kunst um 1920. Mit seiner Frau eröffnete er 1937 „Carrefour“, eine Galerie für afrikanische Kunst mit vielen Stücken aus der Sammlung Baud. Der 1929 geborene Sohn Claude mit seiner Frau Janine arbeitete ab 1948 mit. Nahe der Galerie am Boulevard Raspail lag die Brasserie «La Coupole». Pablo Picasso, André Breton, Paul Éluard verkehrten an beiden Adressen. Auch Josef Müller, ein Schweizer Sammler afrikanischer Kunst, gehörte zum Kundenkreis der Galerie.

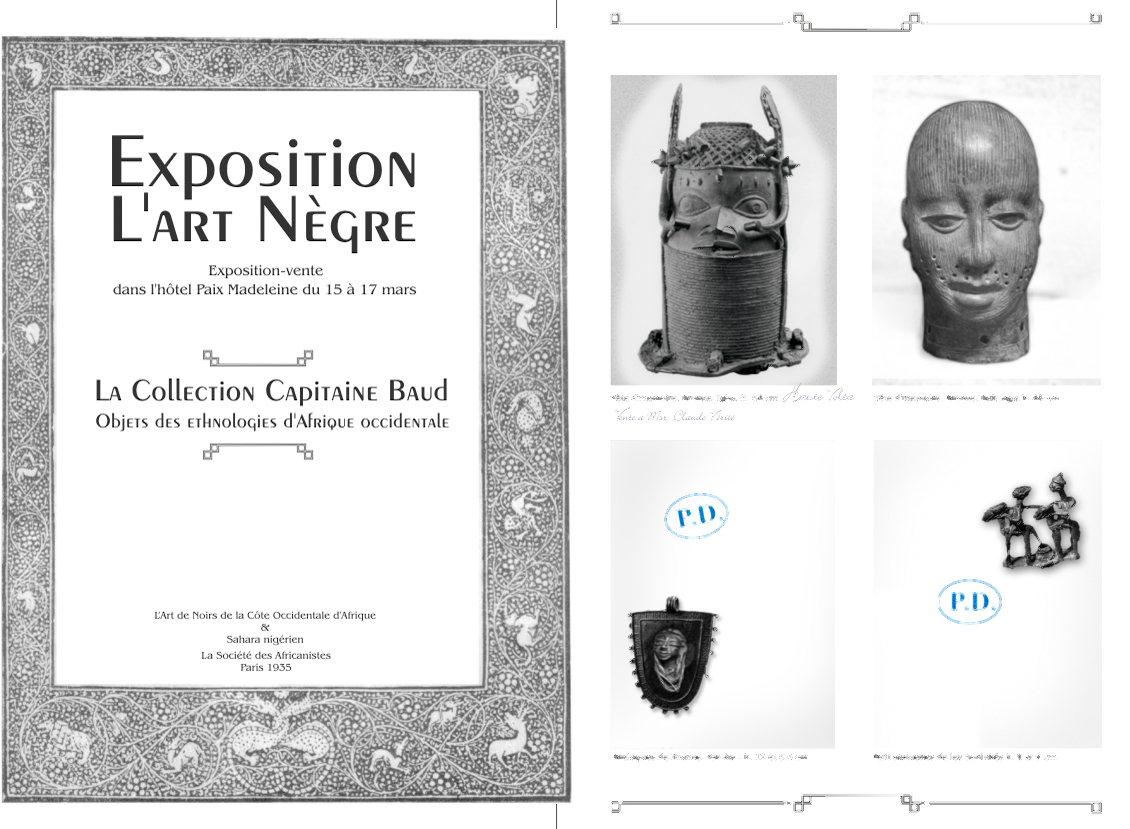
Katalogseite mit Bronzekopf (oben links). Entsprechend handschriftlichem Vermerk, von Claude Vérité auf der Verkaufsausstellung 1935 gekauft. 1944 an Pablo Picasso weiterverkauft. Der Kopf steht heute im Museum.

Aus den Unterlagen lässt sich teils exakt bestimmen, welche Stücke Yvette Baud an Pierre Vérité und Andere, darunter heute namhafte Maler und Bildhauer verkaufte. Einen Bronzekopf, den Pierre Vérité für 8.000 Franc kaufte (das entsprach etwa dem Preis eines kleinen Peugeots) verkaufte er an Picasso in der Galerie Carrefour 1944 für 48.000 Franc (etwa der Preis eines damaligen Citroën des Typs „Gangsterlimousine“).
Pierre Vérité war ein wichtiger Lieferant des Schweizer Sammlers Josef Mueller, aus dessen Sammlung das Museum Barbier-Müller in Genf entstand.
Des Weiteren war Abel Bonnard gelegentlich Kunde der Galerie und entdeckte dort seine Liebe zur afrikanischen Kunst. Bonnard, Dichter und Romanschriftsteller, war Minister für Nationalerziehung unter dem Vichy-Regime (1942–1944) und eines der Mitglieder der Académie française, die nach dem Zweiten Weltkrieg wegen Zusammenarbeit mit Deutschland ausgeschlossen wurden.

## In den Jahren der Kollaboration
Bevor Raynal 1939 verstarb, hatte er Robert Brasillach, einen Freund der Familie und Sohn eines französischen Kolonialoffiziers, zum Verwalter der Sammlung Baud bestellt. Brassillach war unter der deutschen Besatzung Herausgeber und Chefredakteur der rechtsradikalen Zeitschrift „Je suis partout“, arbeitete mit der Gestapo zusammen und wurde vom deutschen Literaturzensor in Paris, Leutnant Gerhard Heller betreut.

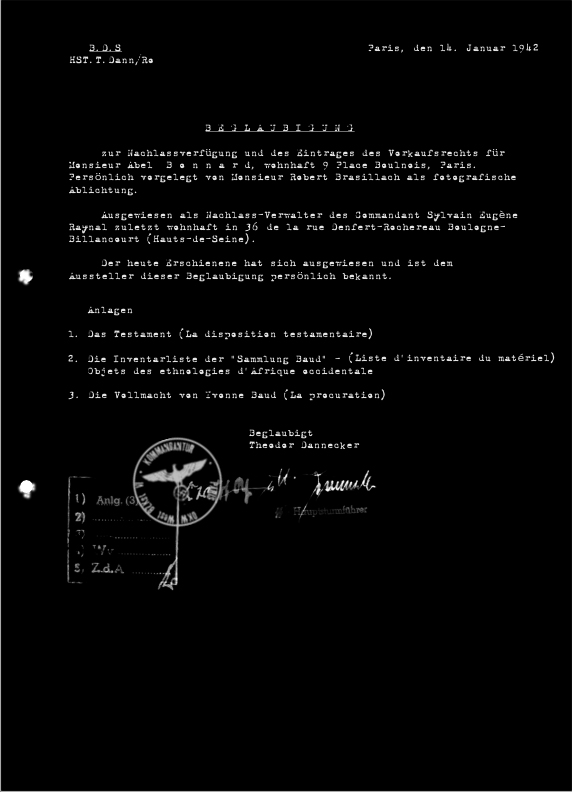
Mikrofilmabzug der „Übertragungsurkunde“ der Sammlung Baud an Abel Bonnard von 1942. Beispiel für die illegale Inbesitznahme von Kunst- und Kulturgütern in von Deutschland im Zweiten Weltkrieg besetzten Ländern

Auf Drängen Hellers und des deutschen Botschafters Otto Abetz vermittelte Brasillach die „Schenkung“ der Sammlung, wahrscheinlich im Sommer 1942 an Abel Bonnard, wohl anlässlich dessen Ernennung als Minister für Nationalerziehung im Vichy-Regime.
In einem Prozess, den Bonnard Anfang der 60er Jahre, aus seinem spanischen Exil zurückgekehrt, gegen den französischen Staat führte, beklagte sich der einstige Vertraute von Hitlers Vichy-Botschafter Otto Abetz: „Aber wer gibt mir die 15.000 Bände meiner Bibliothek zurück? Meine Sammlung chinesischen Porzellans und meine afrikanischen Masken und Statuen?“

### In Sigmaringen oder in der Schweiz
Nach der alliierten Landung in der Normandie wurde die Vichy-Regierung ab Ende August 1944 ins Hohenzollernschloss im schwäbischen Sigmaringen verlegt. Unter den zugehörigen Flüchtlingen befand sich der Sprecher der französischen Sendungen des Reichspropagandaministeriums Jean-Hérold Paquis. und Georges Oltramare, ein Mann der Ultrarechten. Nach Informationen des Wiesenthal Zentrums war er ein vom deutschen Botschafter in Paris, Otto Abetz, bezahlter Agent und guter Freund von Abel Bonnard. Bonnard gehörte zusammen mit dem Ex-Ministerpräsidenten der Vichy-Regierung, Laval, zu den privilegierten Kollaborateuren, die am 2. Mai 1945 mit einer Junkers-Maschine nach Barcelona geflogen wurden.
Schon bevor Bonnard nach Spanien floh, beauftragte Jean-Hérold Paquis, wohl mit Einverständnis von Bonnard, den Journalisten Oltramare mit der Übersiedlung der Koffer und dem Verkauf der Kunstgegenstände in der Schweiz, um an Devisen zu kommen. Doch Paquis wartete nach dem Abflug Bonnards vergebens in Sigmaringen auf die Rückkehr von Oltramare, der sich vor der deutschen Kapitulation in die Schweiz abgesetzt hatte, wo er am 21. April 1945 arrestiert wurde. Paquis versuchte Oltramare in die Schweiz zu folgen, wurde am 8. Juli 1945 an der grünen deutsch-schweizerischen Grenze von der französischen Militärpolizei verhaftet, nach Frankreich verbracht, verurteilt und hingerichtet. Was von „seinem“ Bonnard-Besitz in Sigmaringen blieb, oder woanders hin gelangte, ist ungeklärt.
Teile der Sammlung ließen sich im Umfeld des Schweizer Bankiers und vermutlichen Nazi-Finanziers François Genoud nachweisen. Genoud, Bankier in Lausanne, Helfer von Nazi-Verbrechern, unterstützte nach dem Krieg ihre Flucht finanziell (Operation ODESSA). Er war an der Verwertung der in die Schweiz transferierten oder geschmuggelten Nazi-Beutekunst beteiligt.
Oltramare bestätigte bei seinen Vernehmungen in Frankreich 1947 im Wesentlichen die Geschichte der Übergabe von Kunstgegenständen Bonnards an Genoud, behauptete aber, dass einige Koffer mit der chinesischen Porzellan-Sammlung und ein Koffer mit Stücken der L’Art Négre Sammlung in Sigmaringen verblieben seien.

## Die Reste und sonstigen Spuren
Reste der Sammlung Baud tauchten 1945 auf dem Hohenzollernschloß Sigmaringen auf. Ende der 60er Jahre trat ein Mittelsmann von Abel Bonnard an die Familie des heutigen Besitzers der Sammlungsreste heran und forderte die Rückgabe. Allerdings legte er eine Liste vor, die mehr Stücke aufführte als in Sigmaringen verblieben waren. Danach lässt sich vermuten, dass Bonnard vom Verbleib vieler Stücke in der Schweiz nicht wusste. Auf das Ansinnen Bonnards wurde nicht reagiert. Die wenigen Stücke, die den Krieg unbeschadet überstanden, befinden sich heute zusammen mit zeithistorischen Dokumenten im Privatbesitz.
Noch nach dem Krieg verkauften Vérité's Söhne Pierre und Claude einige Stücke, die sie vom Vater übernommen hatten, die der Collection Baud entstammten. Die Galerie Carrefour blieb bis 1995 eine der wichtigsten Kunsthandlungen für afrikanische Kunst. Einzelstücke aus der Sammlung könnten bei der Auflösungsversteigerung der Galerie Carrefour-Vérité bei Sotheby’s und bei The Pierre Et Claude Verite Auction der kalifornischen Tribalmania Gallery dabei gewesen sein.
Teile der Sammlung sind als Kernbestand einiger großer Sammlungen und Museen nachweisbar.

## Interpretation
An der Sammlungsgeschichte, vom Ursprung bis zum heutigen Verbleib von Sammlungsteilen, ist das Wechselspiel zwischen Kunst, Kommerz und Politik, im Lauf der europäischen Geschichte ablesbar. Mit Zerschlagung der Sammlung afrikanischer Kunst als Beutekunst wird ihr Schicksal exemplarisch für andere Kunst- und Ethniensammlungen in Privathand und in Museen.